# Short track ai XX Giochi olimpici invernali - 3000 m staffetta femminile
La gara dei 3000 m staffetta femminile di short track dei XX Giochi olimpici invernali è iniziata il 12 ed è terminata il 22 febbraio 2006 e si è disputata al Palazzo a Vela di Torino.

## Risultati

### Semifinali

#### Semifinale 1
| Class | Nazione     | Nomi                                                      | Tempo    | Note |
| ----- | ----------- | --------------------------------------------------------- | -------- | ---- |
| 1     | Cina        | Cheng Xiaolei Fu Tianyu Wang Meng Yang Yang (A)           | 4:16.739 | QA   |
| 2     | Canada      | Alanna Kraus Amanda Overland Kalyna Roberge Tania Vicent  | 4:17.231 | QA   |
| 3     | Stati Uniti | Allison Baver Maria Garcia Caroline Hallisey Hyo-Jung Kim | 4:18.33  | QB   |
| 4     | Giappone    | Yuka Kamino Mika Ozawa Chikage Tanaka Nobuka Yamada       | 4:21.413 | QB   |

#### Semifinale 2
| Class | Nazione       | Nomi                                                              | Tempo    | Note |
| ----- | ------------- | ----------------------------------------------------------------- | -------- | ---- |
| 1     | Corea del Sud | Byun Chun-sa Choi Eun-kyung Jin Sun-yu Kang Yun-mi                | 4:18.854 | QA   |
| 2     | Italia        | Marta Capurso Arianna Fontana Katia Zini Mara Zini                | 4:19.797 | QA   |
| 3     | Francia       | Stéphanie Bouvier Choi Min-Kyung Myrtille Gollin Celine Lecompere | 4:20.030 | QB   |
| 4     | Germania      | Tina Grassow Aika Klein Yvonne Kunze Christin Priebst             | DQ       | QB   |

### Finals
Due nazioni partecipanti alla Finale A hanno sostituito alcuni atleti. Il Canada ha inserito Anouk Leblanc-Boucher al posto di Amanda Overland, la Corea del Sud ha cambiato Kang Yun-Mi con Jeon Da-Hye.
La Cina ha concluso al terzo posto è stata squalificata poiché Wang Meng ha irregolarmente ostacolato un atleta canadese. L'Italia ha quindi guadagnato la terza posizione e la medaglia di bronzo.

#### Finale A
| Class | Nazione       | Nomi                                                           | Tempo    |
| ----- | ------------- | -------------------------------------------------------------- | -------- |
|       | Corea del Sud | Byun Chun-sa Choi Eun-kyung Jeon Da-hye Jin Sun-yu             | 4:17.040 |
|       | Canada        | Alanna Kraus Anouk Leblanc-Boucher Kalyna Roberge Tania Vicent | 4:17.336 |
|       | Italia        | Marta Capurso Arianna Fontana Katia Zini Mara Zini             | 4:20.030 |
| -     | Cina          | Cheng Xiaolei Fu Tianyu Wang Meng Yang Yang (A)                | DQ       |

#### Finale B
| Class | Nazione     | Nomi                                                              | Tempo    |
| ----- | ----------- | ----------------------------------------------------------------- | -------- |
| 1     | Stati Uniti | Allison Baver Maria Garcia Caroline Hallisey Hyo-Jung Kim         | 4:18.740 |
| 2     | Francia     | Stéphanie Bouvier Choi Min-kyung Myrtille Gollin Celine Lecompere | 4:18.971 |
| 3     | Germania    | Tina Grassow Aika Klein Yvonne Kunze Christin Priebst             | 4:24.896 |
| 4     | Giappone    | Yuka Kamino Mika Ozawa Chikage Tanaka Nobuka Yamada               | 4:35.096 |